# Anne van Olst
Anne van Olst, conosciuta anche come Anne Koch Jensen (Aalborg, 28 marzo 1962), è una cavallerizza danese, vincitrice della medaglia di bronzo nel dressage a squadre alle olimpiadi di Pechino 2008.

## Palmarès
- Olimpiadi

Pechino 2008: bronzo nel dressage a squadre.